# Monokini
Monokini je ženski kupaći kostim iz jednog dijela. Nastao je odbacivanjem gornjeg dijela kupaćeg kostima poznatog pod nazivom bikini. Nastao je šezdesetih godina dvadesetog stoljeća. Kreator je bio Rudi Gernreich (Rudy Gernreich). Na prvi modnim revijama manekenke su, od stida, skrivale svoja lica. No, vrlo brzo je prihvaćen od građanstva. Neki liječnici napominju opasnosti od sunčanja ženskih grudi zbog nježne kože koja cijele godine nije izložena suncu. Daljom evolucijom monokini je postao tanga.